# Port lotniczy Indore
Port lotniczy Indore (IATA: IDR, ICAO: VAID) – port lotniczy położony 8 km na południowy wschód od Indore, w stanie Madhya Pradesh, w Indiach.